# André Nascimento
André Luiz da Silva Nascimento (São João de Meriti, 4 marzo 1979) è un ex pallavolista brasiliano.
Gioca nel ruolo di opposto nel Montes Claros.

## Carriera
La carriera di André Nascimento inizia nel 1999 nelle file del Minas Tênis Clube, club con cui resta legato per tre stagioni, vincendo altrettante edizioni della superliga e del campionato mineiro. In questi anni ottiene le prime convocazioni in nazionale, con cui debutta nel 2001, aggiudicandosi la prima World League della sua carriera e arrivando secondo alla Grand Champions Cup, mentre l'anno successivo si laurea campione del mondo.
Nella stagione 2002-03 fa la sua prima esperienza all'estero, nel Panathinaikos Athlitikos Omilos, in cui gioca per due stagioni, vincendo lo scudetto 2003-04. In questo biennio, con la nazionale vince altre due World League e la Coppa del Mondo e, soprattutto, si laurea campione olimpico ad Atene 2004.
Nel 2004 ritorna in patria per giocare nell'União Suzano, mentre la stagione successiva viene ingaggiato dalla Trentino Volley, con cui resta legato per due anni. In questi anni colleziona successi con la nazionale, vincendo altre tre edizioni della World League, due campionati sudamericani, la Grand Champions Cup 2005, la sua seconda Coppa del Mondo, i Giochi panamericani di Rio de Janeiro e, soprattutto, il suo secondo titolo mondiale nel 2006.
Nella stagione 2007-08 continua la sua esperienza in Italia nella Pallavolo Modena, con cui vince la Challenge Cup, in cui viene premiato come MVP. Durante l'estate partecipa alla sua seconda olimpiade, ma viene sconfitto in finale dagli Stati Uniti: dopo la vittoria dell'argento olimpico, si ritira dalla nazionale.
Nella stagione 2008-09 torna in patria per giocare nuovamente nel Minas Tênis Clube, in cui resta per tre anni, senza però ottenere i risultati di prestigio che avevano caratterizzato i suoi primi anni nel club. Nella stagione 2011-12 si trasferisce in Giappone per giocare nei Suntory Sunbirds, con cui si classifica al terzo posto in campionato.
Dopo due anni di inattività, nel gennaio 2014 torna in campo con l'Associação Mantenedora do Projeto Mão de Pilão di Novo Hamburgo, aiutando il club a centrare la promozione dalla Superliga Série B alla Superliga Série A, in cui torna a giocare nel campionato 2015-16, ingaggiato dal Montes Claros.

## Palmarès

### Club
- Campionato brasiliano: 3

1999-00, 2000-01, 2001-02
- Campionato greco: 1

2003-04
- Challenge Cup: 1

2007-08

### Nazionale (competizioni minori)
- Coppa America 2001
- Giochi panamericani 2003
- Coppa America 2005
- Giochi panamericani 2007

### Premi individuali
- 2001 - Superliga brasiliana: Miglior attaccante
- 2001 - Superliga brasiliana: Atleta rivelazione
- 2001 - World League: Miglior schiacciatore
- 2002 - Campionato mondiale: Miglior schiacciatore
- 2005 - Grand Champions Cup: MVP
- 2005 - Grand Champions Cup: Miglior realizzatore
- 2006 - World League: Miglior servizio
- 2008 - Challenge Cup - MVP
- 2008 - Challenge Cup - Miglior realizzatore